# Chironomus markosjani
Chironomus markosjani är en tvåvingeart som beskrevs av Shilova 1983. Chironomus markosjani ingår i släktet Chironomus och familjen fjädermyggor. Inga underarter finns listade i Catalogue of Life.